# Yosuke Yamamoto
Yosuke Yamamoto, född den 22 juni 1960 i Kumamoto, Japan, är en japansk judoutövare.
Han tog OS-brons i herrarnas halv lättvikt i samband med de olympiska judotävlingarna 1988 i Seoul.